# Claude Rains

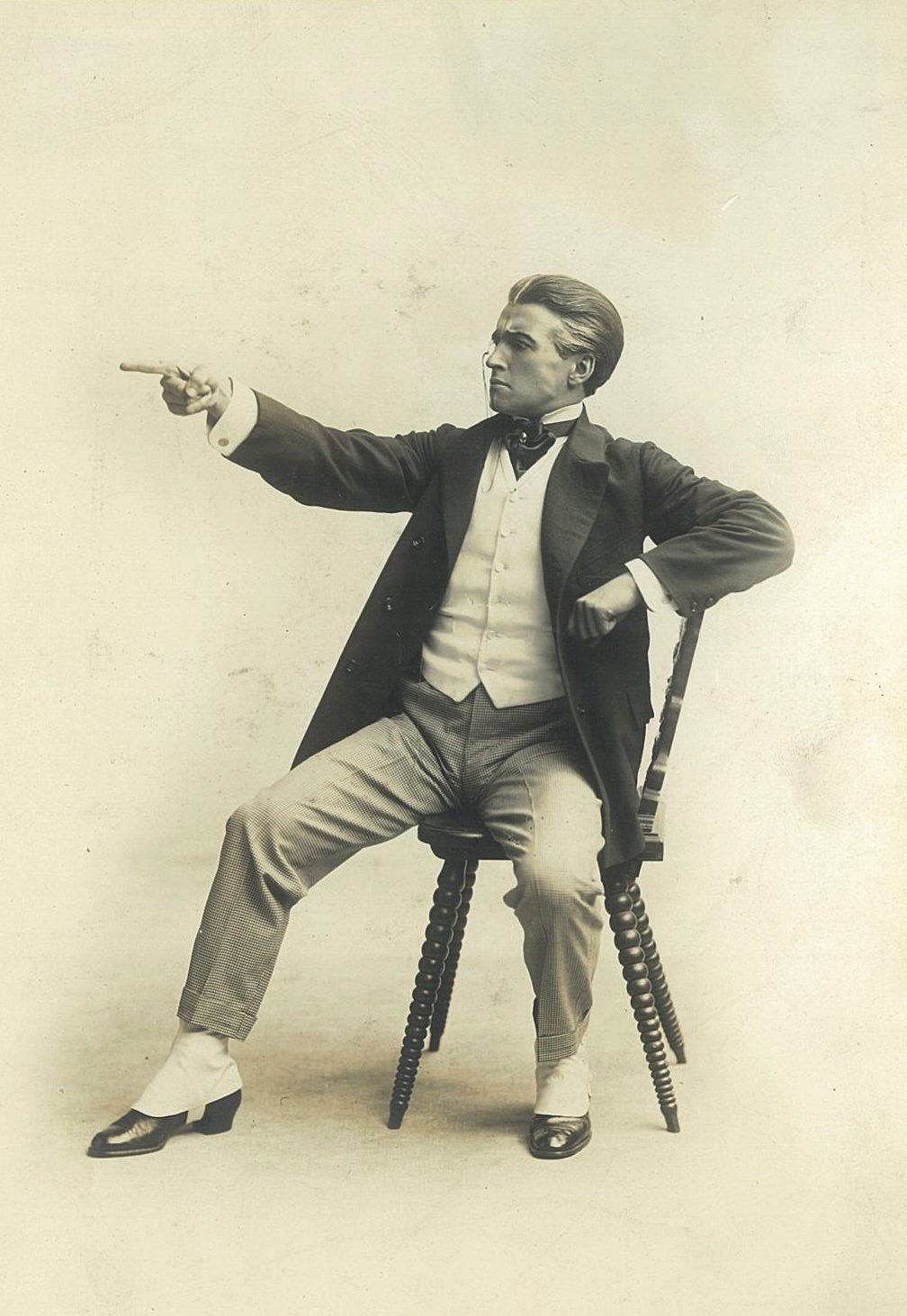
Claude Rains (1912)

William Claude Rains (* 10. November 1889 in London, England; † 30. Mai 1967 in Laconia, New Hampshire) war ein britischer Theater- und Filmschauspieler. Nach der Titelrolle in dem Horrorfilm Der Unsichtbare (1933) zählte er in den nächsten Jahrzehnten zu Hollywoods anerkanntesten Nebendarstellern. Häufig in intelligenten und charmanten Schurkenrollen eingesetzt, war er insgesamt viermal für einen Oscar nominiert. Weltberühmt wurde er als Captain Renault in Casablanca (1942), daneben spielte Rains in weiteren Klassikern wie Robin Hood – König der Vagabunden, Mr. Smith geht nach Washington, Berüchtigt und Lawrence von Arabien.

## Leben und Wirken

### Vom Kinderdarsteller zum anerkannten Schauspieler

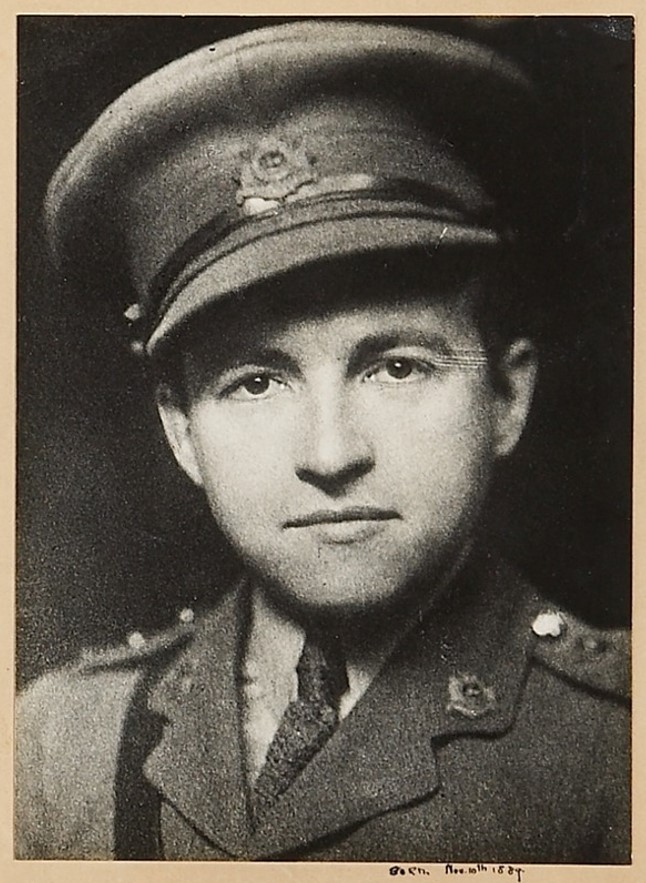
Captain Claude Rains im Ersten Weltkrieg (1917)

Claude Rains wurde als Sohn des Regisseurs und Schauspielers Frederick William Rains geboren. Herbert Beerbohm Tree förderte ihn und sorgte unter anderem dafür, dass er seine Aussprache verbesserte. Er begann seine Karriere als Schauspieler im Alter von elf Jahren in London. Als Kinderdarsteller spielte er dort am His Majesty’s Theatre; 1912 ging er mit auf Tournee in die Vereinigten Staaten. Von 1915 bis 1919 diente Rains beim London Scottish Regiment, in dem auch andere Schauspieler wie Basil Rathbone dienten. Wegen der Folgen eines Gasangriffes blieb er sein ganzes Leben lang auf einem Auge fast blind. Nach dem Ersten Weltkrieg nahm er eine Lehrtätigkeit an der Royal Academy of Dramatic Arts auf und hatte 1920 seinen ersten Filmauftritt in einem britischen Film, der jedoch zunächst ein Einzelfall blieb. Er arbeitete während dieser Zeit ebenfalls als Schauspiellehrer, zu seinen Schülern gehörten Laurence Olivier und John Gielgud.
Mitte der 1920er Jahre wurde Rains Mitglied der New Yorker Theatre Guild. Er arbeitete ab 1926 fest in den Vereinigten Staaten und wurde 1938 US-Staatsbürger. Im Dezember 1926 konnte man ihn erstmals am Broadway sehen, auf dem er bis 1956 in insgesamt 18 Produktionen mitwirkte.

### Hollywood-Karriere
Sein amerikanisches Filmdebüt hatte Claude Rains 1933 in der Hauptrolle des Dr. Jack Griffin in James Whales H.G.-Wells-Verfilmung Der Unsichtbare, als er bereits 44 Jahre alt war. Sein Gesicht ist im Film nur für wenige Sekunden zu sehen, sodass er sich ganz auf seine modulationsfähige Stimme konzentrieren konnte, die zu seinem Markenzeichen wurde. Rains entwickelte sich nach seiner Bühnenarbeit in den 1930er und 1940er Jahren auch im Film zu einem gefragten Charakterdarsteller. Häufig wurde der schmächtige Schauspieler als Schurke eingesetzt, wobei seine Figuren sich meist durch Intelligenz, List und einen gewissen Charme auszeichneten.
Ab 1936 war er bei Warner Brothers unter Vertrag. Unter anderem spielte er dort 1938 den machtgierigen Prinz John im erfolgreichen Technicolor-Abenteuerfilm Robin Hood – König der Vagabunden mit Errol Flynn und Olivia de Havilland und im Jahr darauf einen korrupten, von schlechtem Gewissen geplagten US-Senator in Frank Capras Politiksatire Mr. Smith geht nach Washington. Seine vielleicht bekannteste Rolle spielte er 1942 als Captain Renault in Michael Curtiz’ Kultfilm Casablanca (1942), für die er seine dritte Oscar-Nominierung als bester Nebendarsteller erhielt. In der Rolle des ebenso bestechlichen wie charmanten Polizeipräfekten sprach er den berühmten Satz „Round Up The Usual Suspects!“, der im Deutschen als „Verhaften Sie die üblichen Verdächtigen!“ zum geflügelten Wort wurde. Ab den späten 1930er Jahren wurde Rains außerdem mehrfach neben Bette Davis besetzt, so in Juarez (1939), Reise aus der Vergangenheit (1942), Das Leben der Mrs. Skeffington (1944) und Trügerische Leidenschaft (1946). Die beiden waren auch privat eng befreundet.

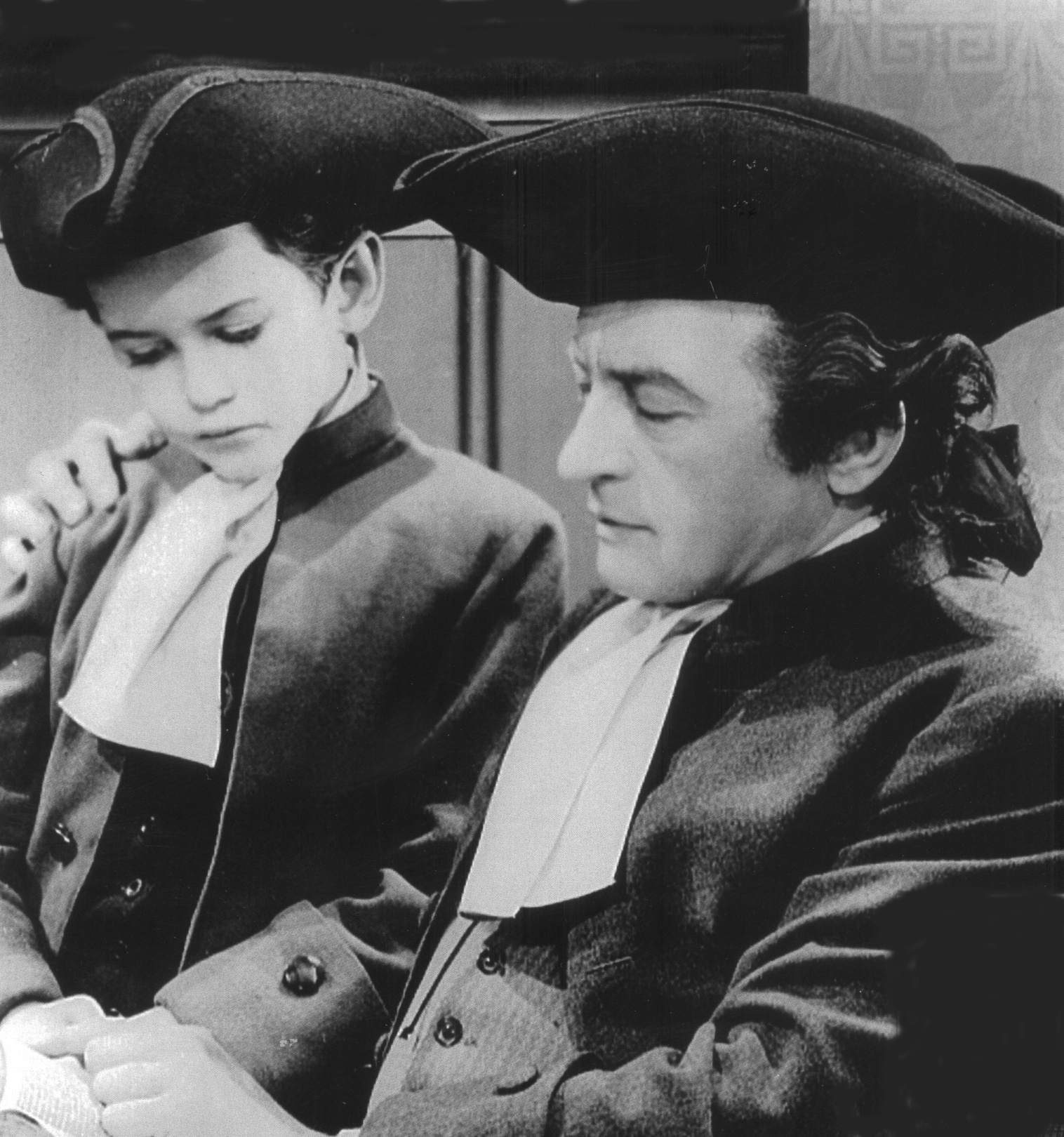
Claude Rains mit Kinderdarsteller Ernie Weckbaugh beim Dreh von Sons of Liberty (1939)

Gelegentlich übernahm Rains auch Hauptrollen, so etwa die Titelrolle in Das Phantom der Oper sowie als römischer Feldherr Caesar in dem britischen Spielfilm Caesar und Cleopatra neben Vivien Leigh als Cleopatra. 1946 spielte er die Rolle des Nazisympathisanten und Muttersöhnchens Alexander Sebastian in Alfred Hitchcocks Thriller Berüchtigt, der seine Ehefrau (Ingrid Bergman) vergiften will, als diese sich als amerikanische Spionin entpuppt hat. In den 1950er Jahren war Rains seltener im Kino zu sehen, er hatte häufig Gastrollen in verschiedenen Fernsehsendungen. 1951 gewann er einen Tony Award als bester Hauptdarsteller in dem Stück Darkness at Noon (1951). Seinen letzten großen Filmauftritt hatte Rains im Epos Lawrence von Arabien (1961), in dem er in einer Nebenrolle den britischen Diplomaten Mr. Dryden verkörperte. Als König Herodes in Die größte Geschichte aller Zeiten (1963) hatte er seine letzte Filmrolle.
Claude Rains wurde für sein filmisches Wirken mit einem Stern auf dem Hollywood Walk of Fame geehrt. Er war viermal für einen Oscar als bester Nebendarsteller nominiert, konnte die Trophäe aber nie gewinnen.

### Privatleben
Der Schauspieler war sechsmal verheiratet. Seine erste Ehe mit der Schauspielerin Isabel Jeans dauerte von 1913 bis 1915. 1920 heiratete er Marie Hemingway. Von 1924 bis 1935 war er mit Beatrix Thomson und von April 1935 bis 1956 mit Frances Proper verheiratet. Nur von 1959 bis 1960 dauerte seine Ehe mit der klassischen Pianistin Agi Jambor. Rosemary Clark Schrode, seine letzte Ehefrau, wurde ihm 1964 durch den Tod genommen. Aus seiner vierten Ehe stammt seine einzige Tochter, die Schauspielerin Jessica Rains (* 1938).
Eine bemerkenswerte Episode, seine vielen Ehefrauen betreffend, ergab sich Mitte der 1920er Jahre, als er im Stück The Rivals nicht nur mit seiner damals aktuellen Ehefrau Beatrix Thomson, sondern auch mit seinen Ex-Frauen Isabel Jeans und Marie Hemingway auftrat.
Claude Rains besaß über viele Jahre eine Farm in Coatesville, auf der er in seiner Freizeit auch Landwirtschaft betrieben hat. Seine letzten Jahre verbrachte er in Sandwich, New Hampshire. Er verstarb am 30. Mai 1967 im Alter von 77 Jahren an einer abdominalen Blutung und wurde auf dem Red Hill Cemetery in New Hampshire beigesetzt.

## Filmografie (Auswahl)
- 1920: Build Thy House
- 1933: Der Unsichtbare (The Invisible Man)
- 1934: Verbrechen ohne Leidenschaft (Crime Without Passion)
- 1934: The Man Who Reclaimed His Head
- 1934: The Mystery of Edwin Drood
- 1935: The Clairvoyant
- 1935: Das letzte Fort (The Last Outpost)
- 1936: Ein rastloses Leben (Anthony Adverse)
- 1936: Hearts Devided
- 1937: Stolen Holiday
- 1937: Der Prinz und der Bettelknabe (The Prince and the Pauper)
- 1937: They Won’t Forget
- 1938: Goldene Erde Kalifornien (Gold Is Where You Find It)
- 1938: Robin Hood – König der Vagabunden (The Adventures of Robin Hood)
- 1938: White Banners
- 1938: Vater dirigiert (Four Daughters)
- 1938: Zum Verbrecher verurteilt (They Made Me a Criminal)
- 1939: Juarez
- 1939: Sons of Liberty
- 1939: Vier Töchter räumen auf (Daughters Courageous)
- 1939: Mr. Smith geht nach Washington (Mr. Smith Goes to Washington)
- 1939: Four Wives
- 1939: Zum Verbrecher verurteilt (They Made Me a Criminal)
- 1940: Der Traum vom schöneren Leben (Saturday’s Children)
- 1940: Der Herr der sieben Meere (The Sea Hawk)
- 1940: The Lady with Red Hair
- 1941: Four Mothers
- 1941: Urlaub vom Himmel (Here Comes Mr. Jordan)
- 1941: Der Wolfsmensch (The Wolf Man)
- 1942: Kings Row
- 1942: Nacht im Hafen (Moontide)
- 1942: Reise aus der Vergangenheit (Now, Voyager)
- 1942: Casablanca (Casablanca)
- 1943: Auf ewig und drei Tage (Forever and a Day)
- 1943: Phantom der Oper (The Phantom of the Opera)
- 1944: Fahrkarte nach Marseille (Passage to Marseille)
- 1944: Das Leben der Mrs. Skeffington (Mr. Skeffington)
- 1945: Die Liebe unseres Lebens (This Love of Ours)
- 1945: Caesar und Cleopatra (Caesar and Cleopatra)
- 1946: Berüchtigt (Notorious)
- 1946: Angel on My Shoulder
- 1946: Trügerische Leidenschaft (Deception)
- 1947: Der Unverdächtige (The Unsuspected)
- 1949: Die große Leidenschaft (The Passionate Friends)
- 1949: Song of Surrender
- 1949: Blutige Diamanten (Rope of Sand)
- 1950: Where Danger Lives
- 1950: Hölle am weißen Turm (The White Tower)
- 1951: Sealed Cargo
- 1952: Der Mann, der sich selbst nicht kannte (The Man Who Watched Trains Go By)
- 1956: Geheimzentrale Lissabon (Lisbon)
- 1957: The Pied Piper of Hamelin (Fernsehfilm)
- 1959: Diese Erde ist mein (This Earth Is Mine)
- 1960: Shangri-La (Fernsehfilm)
- 1960: Versunkene Welt (The Lost World)
- 1960: Il pianeta degli uomini spenti
- 1962: Lawrence von Arabien (Lawrence of Arabia)
- 1963: Rufmord (Twilight of Honor)
- 1965: Die größte Geschichte aller Zeiten (The Greatest Story Ever Told)

## Auszeichnungen
- 1940: Oscar-Nominierung als bester Nebendarsteller für Mr. Smith geht nach Washington
- 1944: Oscar-Nominierung als bester Nebendarsteller für Casablanca
- 1945: Oscar-Nominierung als bester Nebendarsteller für Das Leben der Mrs. Skeffington
- 1947: Oscar-Nominierung als bester Nebendarsteller für Berüchtigt
- 1951: Tony Award als Bester Hauptdarsteller für Darkness at Noon
- 1960: Stern auf dem Hollywood Walk of Fame (Kategorie Film)